# Monolistra (Typhlosphaeroma) bericum
Monolistra (Typhlosphaeroma) bericum is een pissebed uit de familie Sphaeromatidae. De wetenschappelijke naam van de soort is voor het eerst geldig gepubliceerd in 1901 door Fabiani.